# ドルニエ Do Y
ドルニエ Do Y
ドルニエ Do Y
- 用途：爆撃機
- 製造者：ドルニエ
- 運用者：ユーゴスラビア王国空軍
- 初飛行：1930年3月
- 生産数：4機

ドルニエ Do Y（Dornier Do Y）は、1930年代にドイツのドルニエ社が設計した2作目の爆撃機である。

## 開発
1930年に設計の始まった本機は別の試作爆撃機ドルニエ Do Pに続くもので、試作初号機は1930年3月に初飛行を行った。機体は固定尾輪式降着装置を持つ全金属製の片翼配置の単葉機という点ではDo Pに似たものであったが、エンジンは4基ではなく3発機であった。民間用の旅客機版がドルニエ Do Uとして提案されたが、これが製作されることはなかった。

## 運用の歴史
Do PとDo Yは1930年代初期に試作貨物機として公開されたが、両機は実質的にはドイツ空軍の最初の第一線爆撃機であるドルニエ Do 11製作へと繋がる発展への一段階であった。1931年に2機がユーゴスラビア王国空軍向けに製作され、6年後に更に2機が作られた。4機全機が1939年にサヴォイア・マルケッティ SM.79に代替されるまでモスタル（Mostar-Ortijes）の第81連隊に配備されていた。その後これらの機体は輸送と連絡任務といった第二線へ下げられて、1941年にクラリエヴォ（Kraljevo）でドイツ軍に鹵獲された。その中の１機は後にクロアチア独立国空軍に引き渡された。

## 高速旅客機 Do 15
1932年にドルニエ社は製造番号Wnr.243と244の2機を製作した。これらは元々はユーゴスラビア王国から発注されたものであったが、Do KとDo Y計画の一環でもあった。ドイツ・ルフトハンザ航空とドイツ航空省からの高速旅客機を求める声に応じたもので、これは実際には高速爆撃機になり得る機体であった。ドルニエ社はDo 15という新しい名称で設計案を提出し、これと同じ要求に応じたものがハインケル He 111とユンカース Ju 86という優れた機体の出現につながった。これらに対抗してドルニエ社は新規設計のドルニエ Do 17を開発した。

## 要目
- 乗員：4名

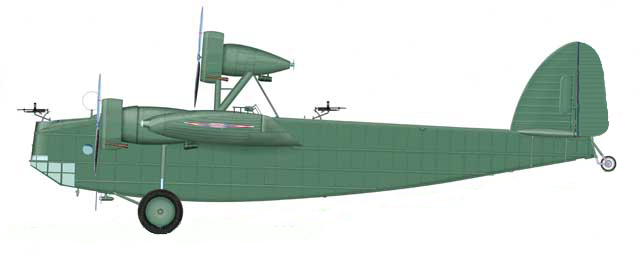
ドルニエ Do Y

- 全長：18.20 m (59 ft 9 in)
- 全幅：28.00 m (91 ft 10 in)
- 全高：6.79+ m (22 ft 3 in)
- 翼面積：111.0 m2 (1,194 ft2)
- 空虚重量：6,360 kg (13,990 lb)
- 全備重量：8,500 kg (18,700 lb)
- エンジン：3 × ブリストル ジュピター レシプロエンジン、373 kW (500 hp)
- 最大速度：250 km/h (160 mph)
- 巡航高度：6,000 m (19,700 ft)
- 航続距離：1,500 km (940 miles)
- 上昇率：2.7 m/s (520 ft/min)

- 武装：
  - 機銃：2 × 可動式機関銃（機首開放銃座）
  - 機銃：2 × 可動式機関銃（胴体背面開放銃座）
  - 爆弾：12 × 100 kg (220 lb) 爆弾